# نیشگون
نیشگون یا بشگون یا نشگون یا نشگنج یا نشکون یا ویشگون، گرفتن و فشار دادن پوست و گوشت بدن با دو انگشت شست و اشاره است.

معمولاً کودکان با کشیدن مو، لگد زدن، گاز گرفتن، نیشگون گرفتن و زدن، سعی در کنترل محیط اطراف خودشان می‌کنند.

## در ادبیات
در ادبیات فارسی نیشگون گرفتن برای شوخی و توجه است.
| اگر با غلغلک بازی، بخندیم   |  | ز نشگون و سقلمه، در گزندیم  |
| همان بهتر، که پیوسته بخندیم |  | به نشگون و سقلمه دل نبندیم! |

 شعر از منوچهر سعادت نوری

## کاربردهای پزشکی

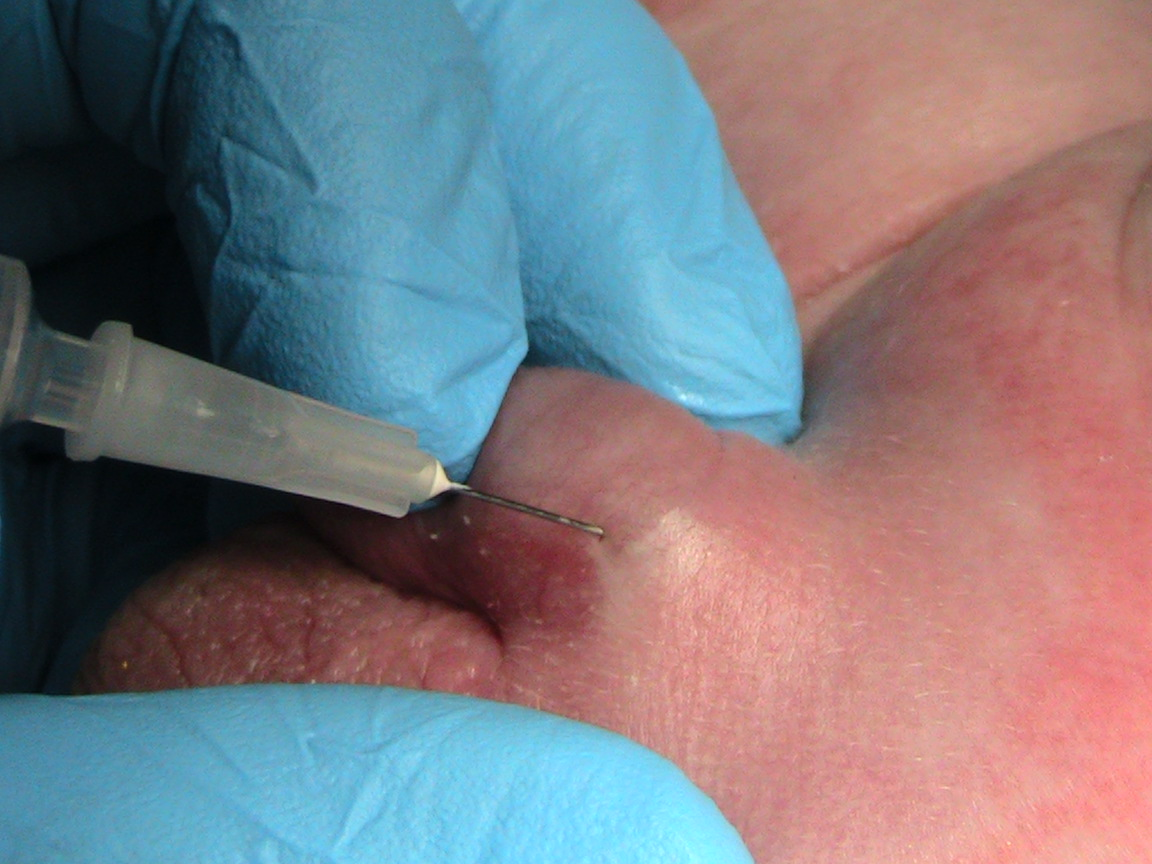
نیشکون گرفتن پوست در هنگام تزریق آمپول

نیشگون گرفتن کاربردهای زیر را در پزشکی دارد:
- نیشکون گرفتن پوست در هنگام تزریق آمپول
- تشخیص حساسیت قسمتی از پوست
- نیشگون گرفتن، روشی برای تشخیص چاقی این روش جزء گروه دوم است و مقدار چربی بدن در نقاط مختلف را نشان می‌دهد.[۳]
- نیشگون گرفتن فاصله میان دو ابرو، یکی از راهکارها برای مقابله با استرس نیشگون گرفتن میان دو ابرو است.[۴]

## برداشتن کمی پودر
برای برداشتن کمی پودر از نیشگون گرفتن استفاده می‌شود.
در آشپزی برای اضافه کردن نمک یا فلفل به غذا از نیشگون گرفتن استفاده می‌شود.